# Riboque
Riboque est une localité de Sao Tomé-et-Principe située au nord-est de l'île de São Tomé, dans le district d'Água Grande. C'est un quartier de la ville de Sao Tomé.

## Population
Lors du recensement de 2012, 4 640 habitants y ont été dénombrés.

## Culture
Une troupe (tragédia) de tchiloli y était hébergée.

## Sport
Un club de football, le Vitória Futebol Clube y est domicilié.